# 11-я хромосома человека

Идиограмма 11-й хромосомы человека

11-я хромосо́ма челове́ка — одна из 23 пар человеческих хромосом. Хромосома содержит почти 139 млн пар оснований, что составляет от 4 до 4,5 % всего материала ДНК человеческой клетки. По последним данным хромосома содержит от 1300 до 1700 генов. Недавнее исследование показало, что средняя плотность генов на 11-й хромосоме составляет 11,6 гена на 1 млн пар оснований; среди этих генов были выявлены 1524 кодирующих гена и 765 псевдогенов. Это одна из самых богатых генами хромосом человека, и, соответственно, с ней связано большое количество различных генетических расстройств — 171 заболевание.
Из 856 генов обонятельных рецепторов человека, более 40 % находятся в 28 одно- и многогенных кластерах 11-й хромосомы.

## Гены
Ниже перечислены некоторые гены, расположенные на 11-й хромосоме:

### Плечо p
- AIP — белок, взаимодействующий с AHR;
- BDNF — нейротрофный фактор мозга;
- CAT — каталаза;
- CD6 — мембранный белок, лимфоцитарный рецептор;
- CD44 — антиген CD44;
- CD81 — антиген CD81, или тетраспанин 28;
- CD82 — антиген CD82, или тетраспанин 27;
- CD151 — антиген CD151, или тетраспанин 24;
- DRD4 — дофаминовый рецептор D4;
- FOLH1 — фолат-гидролаза 1;
- HBB — β-субъединица гемоглобина;
- INS — инсулин;
- NLRP6 — Nod-подобный рецептор семейства NALP;
- NLRP10 — Nod-подобный рецептор семейства NALP;
- NLRP14 — Nod-подобный рецептор семейства NALP;
- PAX6 — содержащий парный домен фактор транскрипции 6;
- SAA1 — сывороточный амилоид A1;
- SBF2 — SET-связывающий фактор 2;
- SCT — секретин;
- SMPD1 — кислая лизосомная сфингомиелин-фосфодиэстераза 1, или кислая сфингомиелиназа;
- SPON1 — спондин 1;
- TH — тирозин-гидроксилаза;
- TPH1 — триптофан-гидроксилаза 1;
- TRAF6 — фактор 6, ассоциированный с рецептором фактора некроза опухолей;
- TSPAN4 — тетраспанин 4;
- USH1C — ген, ассоциированный с синдромом Ушера типа 1C;
- WT1 — ген, ассоциированный с опухолью Вильмса, 1.

### Плечо q
- ACAT1 — ацетил-КоA-ацетилтрансфераза 1, или ацетоацетил-КоA-тиолаза;
- APOA1 — аполипопротеин A-I;
- APOA4 — аполипопротеин A-IV;
- APOA5 — аполипопротеин A5;
- APOC3 — аполипопротеин C-III;
- AQP11 — водный канал группы аквапоринов;
- ARCN1 — архаин 1;
- ATM — ген, ассоциированный с мутантной атаксия-телеангиэктазией;
- BACE1 — β-секретаза, или мемапсин 2;
- C11orf1 — открытая рамка считывания 1 11-й хромосомы;
- CASP12 — каспаза 12;
- CD5 — мембранный белок, лимфоцитарный рецептор;
- CD20 — белок, ко-рецептор B-лимфоцитов;
- CD248 — мембранный белок, гликопротеиновый рецептор (эндосиалин);
- CFL1 — кофилин 1;
- CPT1A — печёночная карнитин-пальмитоилтрансфераза 1A;
- DHCR7 — 7-дегидрохолестерин-редуктаза;
- DRD2 — дофаминовый рецептор-2
- FOLR1 — рецептор фолиевой кислоты альфа;
- FOLR2 — рецептор фолиевой кислоты бета;
- FTH1 — тяжёлая цепь ферритина;
- GAB2 — GRB2-ассоциированный связывающий белок 2;
- GRIK4 — каинатный рецептор глутамата, ионотропный, тип 4;
- HMBS — гидроксиметилбилан-синтаза;
- IL18 — Интерлейкин 18;
- NLRX1 — Nod-подобный рецептор;
- NOX4 — NADPH-оксидаза 4;
- NRGN — нейрогранин;
- PTS — 6-пирувоилтетрагидроптерин-синтаза;
- RELA — гомолог A онкогена v-Rel вируса птичьего ретикулоэндотелиоза;
- TECTA — α-текторин;
- TIRAP — TIR-домен-содержащий адаптерный белок.